# Bon-Secours (Marseille)
Pour les articles homonymes, voir Bon-Secours.
Bon-Secours est un quartier de Marseille, situé dans le 14e arrondissement et faisant partie des quartiers nord.
Une partie importante de Bon-Secours est classée en tant que quartier prioritaire de la politique de la ville.